# トランスフォーマー (TRICERATOPSの曲)
「トランスフォーマー」は、日本のロックバンド、TRICERATOPSの21stシングル。2006年3月22日 、ビクターエンタテインメントよりリリース。 

## 内容
- シングルとしては前作より1年2ヶ月ぶりのリリース。
- 初回生産分のみDVD「LIVE WARP!!!」とのW購入キャンペーン応募ハガキ封入

## 収録曲
1. トランスフォーマー (4:32)
2. WARP (4:17)
Honda "NO SAME WAY"プロジェクト テーマソング
3. ロケットに乗って (Live) (6:38)
2005年11月12日、福岡IMSでのテイクを収録。

全作詞・作曲：和田唱　編曲：TRICERATOPS

## カバー
トランスフォーマー
- KAN - トリビュート・アルバム『TRIBUTE TO TRICERATOPS』収録（2020年）